# Старі Непізнаничі
Старі Непізна́ничі — село в Україні, в Звягельському районі Житомирської області. Населення становить 80 осіб. Входить до складу Ємільчинської селищної громади.

## Історія
До 1939 року німецька колонія Емільчинської волості Новоград-Волинського повіту Волинської губернії. Відстань від повітового міста 35 верст, від волості 15. Дворів 68, мешканців 416.
У 1924—46 роках — адміністративний центр Старо-Непізнаницької сільської ради Ємільчинського району

## Населення

### Мова
Розподіл населення за рідною мовою за даними перепису 2001 року:
| Мова       | Відсоток |
| ---------- | -------- |
| українська | 100%     |